# 塔石廣場
塔石廣場（葡萄牙語：Praça do Tap Seac）是澳門四大廣場之一，位於澳門望德堂區，原址為塔石球場。塔石廣場於2005年5月開始動工，球場在工程中被拆卸，文化局大樓至塔石藝文館對開的一段荷蘭園大馬路被整合成廣場的一部分，地下設有行車道，在2007年7月22日正式通車。
整個項目由崔世平、馬若龍及馬斯華等人負責，建造費和工程計劃編製費合共1.6億元澳門幣。

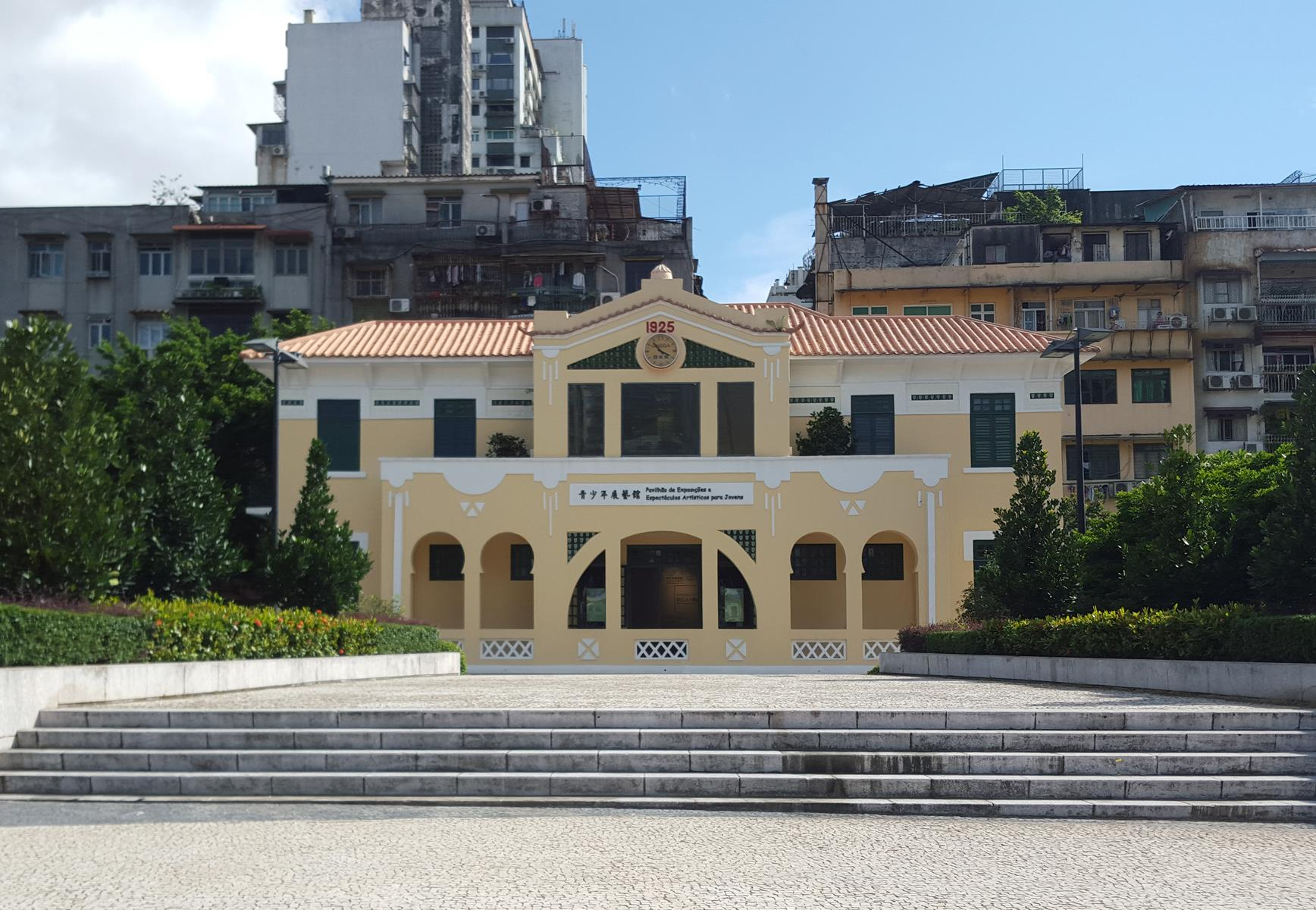
位於廣場西側的青少年展藝館

## 簡介

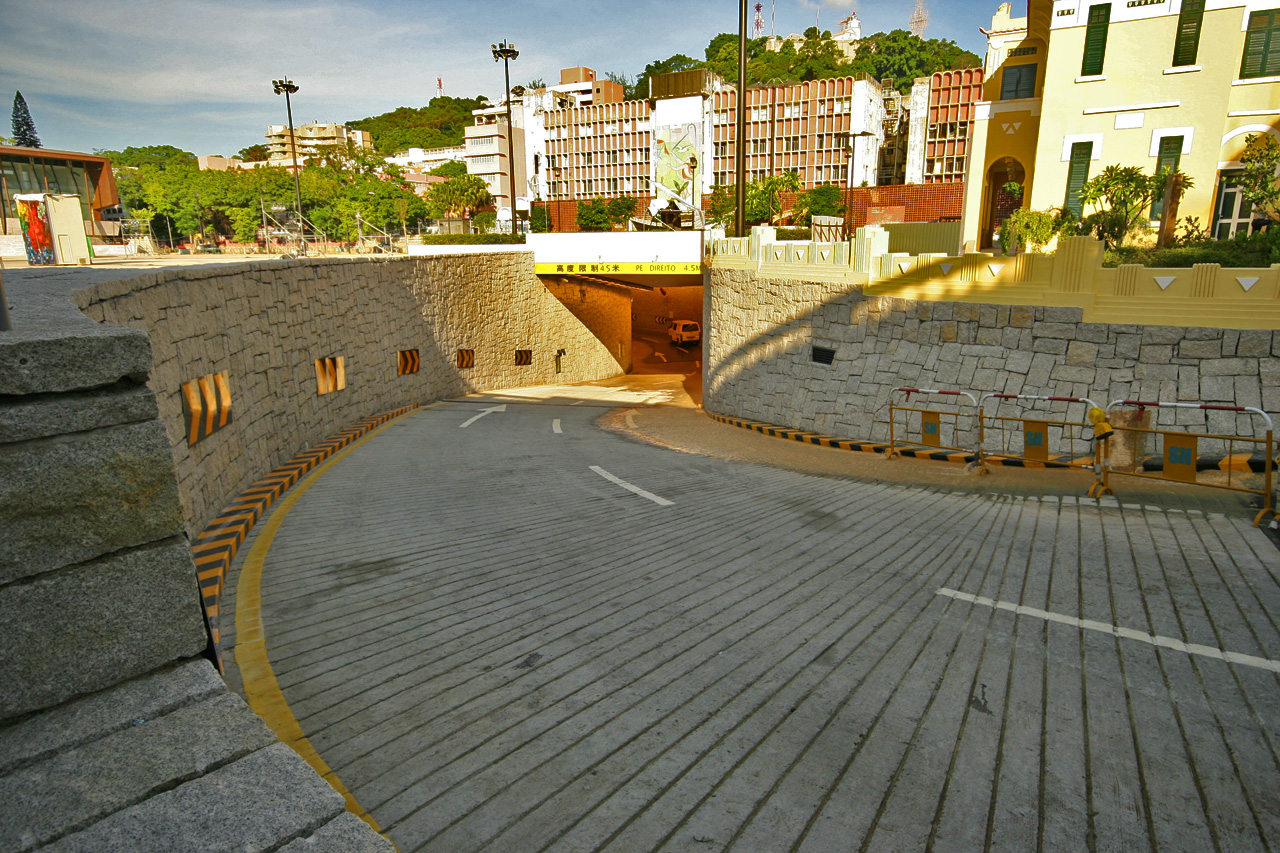
地下隧道入口處（2007年7月）

塔石廣場佔地13,000多平方米，地上全舖上葡式碎石；而地下則設有一層高5米、可以容納60多輛旅遊巴的停車場；廣場上分別設有休憩區、飲食及娛樂中心和地庫商場；此外，廣場的地下還有一條「U」形行車隧道，以取代被廣場合併的一段荷蘭園大馬路。地下「U」形行車隧道共長200米，路面闊8米，雙線行車，平均一條線閣4米，且設有一條避車線。此外，隧道內裝有24小時監察裝置、自動抽氣機和空氣質量感應器，以確保空氣流通。
該重整計劃是當地政府繼議事亭前地重整後最大型的重整計劃，目的是要整合塔石和望德堂一帶至以澳門博物館及大三巴牌坊，以成為澳門具文化特色的新地標和主要的旅遊點。
1941年5月，澳葡政府有代表提出建議於助學會大樓（即現時青少年文藝館）前地段建設一個70呎X30呎的標準游泳池，以及一個泵房以安裝一套先進的池水過濾系統，隨著太平洋戰爭爆發加上香港被日本佔領，有關計劃被擱置。後來由位於原新花園娛樂場旁地段在1952年建成的新花園泳池取代。

## 設施

### 八間屋
19世紀末至20世紀初，有八座兩層貴族式住宅和學校沿著荷蘭園大馬路興建，為澳門新古典主義風格影響下最有代表性的建築群，被稱為「八間屋」。這8間屋包括現文化局大樓、塔石衛生中心、澳門中央圖書館、澳門檔案館、塔石藝文館、澳門樂團總部、饒宗頤學藝館、澳門茶文化館，其中首5間已經成為廣場一部分。

### 塔石廣場商業中心
塔石廣場商業中心，俗稱“玻璃屋”，位於廣場靠近沙嘉都喇街的一側。佔地面積約700平方米，樓高約17米，包括地面兩層及地庫3層。當初設計為一座設有餐廳、商店等設施的商業中心。該商業中心多年來因為屋頂漏水問題近乎荒廢，曾舉辦過一些短期展覽及曾是現金分享計劃發放輔助中心辦公室。
現時政府有意利用建築來吸引本地藝術家在此發展文創產業業務，2016年11月，政府著手動工改建，並改善困擾多年的漏水問題，整項工程預計在2017年下半年完成。

## 爭議

### 設計方案

#### 廣場大樓外牆

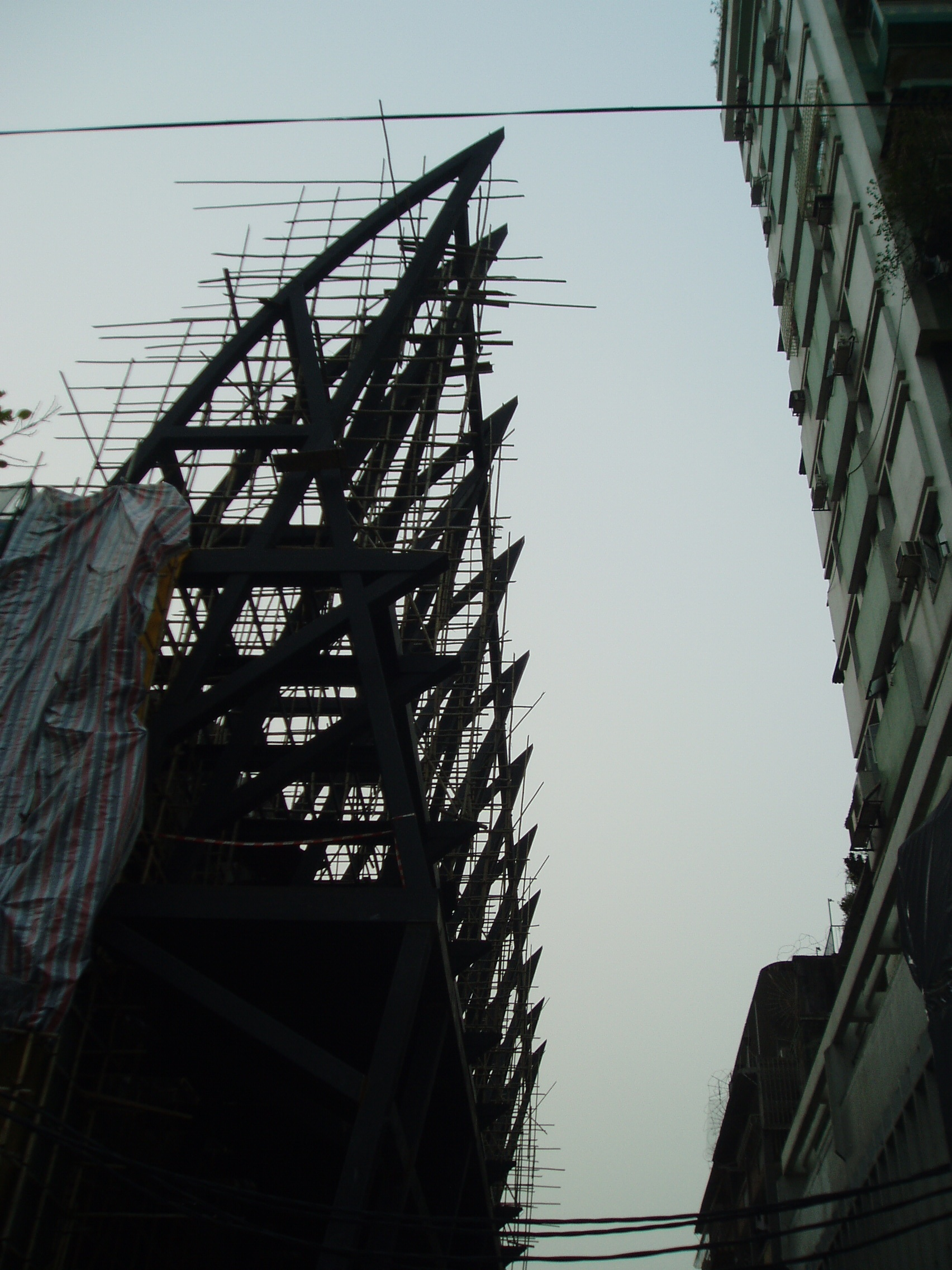
已被拆卸的「魔鬼之爪」

廣場東側的飲食娛樂中心之外牆在初期曾裝設一些外型獨特的鋼支，因此令對面的住戶感到不安，更被人謔稱為「魔鬼之爪」。後來經過一番討論後，當局決定修改設計並拆卸鋼鐵支架。

#### 地下隧道
由於從荷蘭園大馬路駛進地下隧道狹窄，行車時需要轉九十度、傾斜約三十度的彎才能進入隧道，行駛的車輛要非常小心才能順利轉彎；另外，大型車輛如巴士在轉彎時需要越線駕駛。該行車隧道入口被民主派立法議員吳國昌批評為「地獄之門」。後來當局後來作出修改，於2007年7月11日通過兩巴士同時轉彎的測試。
當局在2007年2月指塔石廣場地下隧道的「U」形設計最初是為了配合澳門輕軌最初所設立的塔石站。可是該站最終被取消，當局也沒有把地下隧道的設計作出更改。到了2007年7月又解釋指直線隧道是不可行，因為假如要有同樣的深度（6米），直線隧道則需要更長的空間來延伸出入口，這會導致附近的街道不能轉入荷蘭園大馬路，屆時更將影響該區以至高士德大馬路一帶的交通。此外，當局又指附近的歷史建築物也是考慮因素之一，由於廣場附近的建築物如文化局大樓沒有打樁，如興建直線隧道會影響建築物的結構。

### 抄襲疑雲
廣場東側的飲食娛樂中心外牆上的幾條不規則長矩形窗口的設計與柏林猶太博物館的不規則長矩形窗口設計及金屬外皮有相似之處，後者的設計比喻猶太人在二次大戰中受納粹德國迫害的傷痕。
- 塔石廣場商業中心（塔石玻璃屋）之外牆
- 2001年落成的柏林猶太博物館

### 長期空置
塔石廣場商業中心（塔石玻璃屋）自這個廣場啟用後一直長期空置，當中只有做過幾個短暫的展覽及辦公室，如現金分享計劃發放輔助中心等，因為經常被坊間浪費公帑。而且由於設計不善，其屋頂經常出現漏水。

### 其他批評
塔石廣場的原址為塔石球場，廣場的興建是以澳門稀少的青少年康樂場地作為代價的。但也有論者認為以前的球場四周為馬路，吸入汽車廢氣亦不利健康。廣場地面的葡式碎石地面手工強差人意，而廣場上銅製的扶手也容易引來賊人垂涎。

## 意外事故
2007年7月29日凌晨左右，一輛巴士在荷蘭園地下隧道入口處與一私家車發生輕微碰撞。但事件導致荷蘭園大馬路嚴重擠塞，車龍一度至水坑尾街和白馬行交界。
2009年5月20日深夜，塔石廣場行車隧道出口，一塊面積約一平方呎，安裝在隧道出口上方底部的雲石飾板鬆脫，跌落其中一條行車線上，未造成車輛損毀或人員受傷。

## 鄰近地點
- 澳門中央圖書館
- 澳門新中央圖書館
- 新花園泳池
- 塔石體育館
- 高美士中葡中學

## 外部連結
- 塔石廣場簡介 （页面存档备份，存于） - 澳門特別行政區新聞局